# Kanton Marseille-La Pointe-Rouge
Kanton Marseille-La Pointe-Rouge (fr. Canton de Marseille-La Pointe-Rouge) je francouzský kanton v departementu Bouches-du-Rhône v regionu Provence-Alpes-Côte d'Azur. Tvoří ho část města Marseille a zahrnuje část 8. městského obvodu.

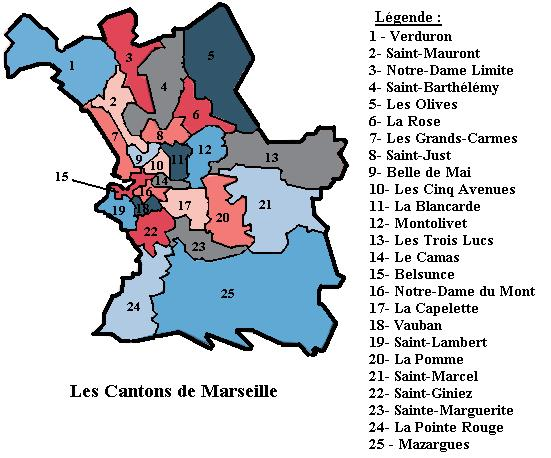
Kantony města Marseille